# Maria Trens

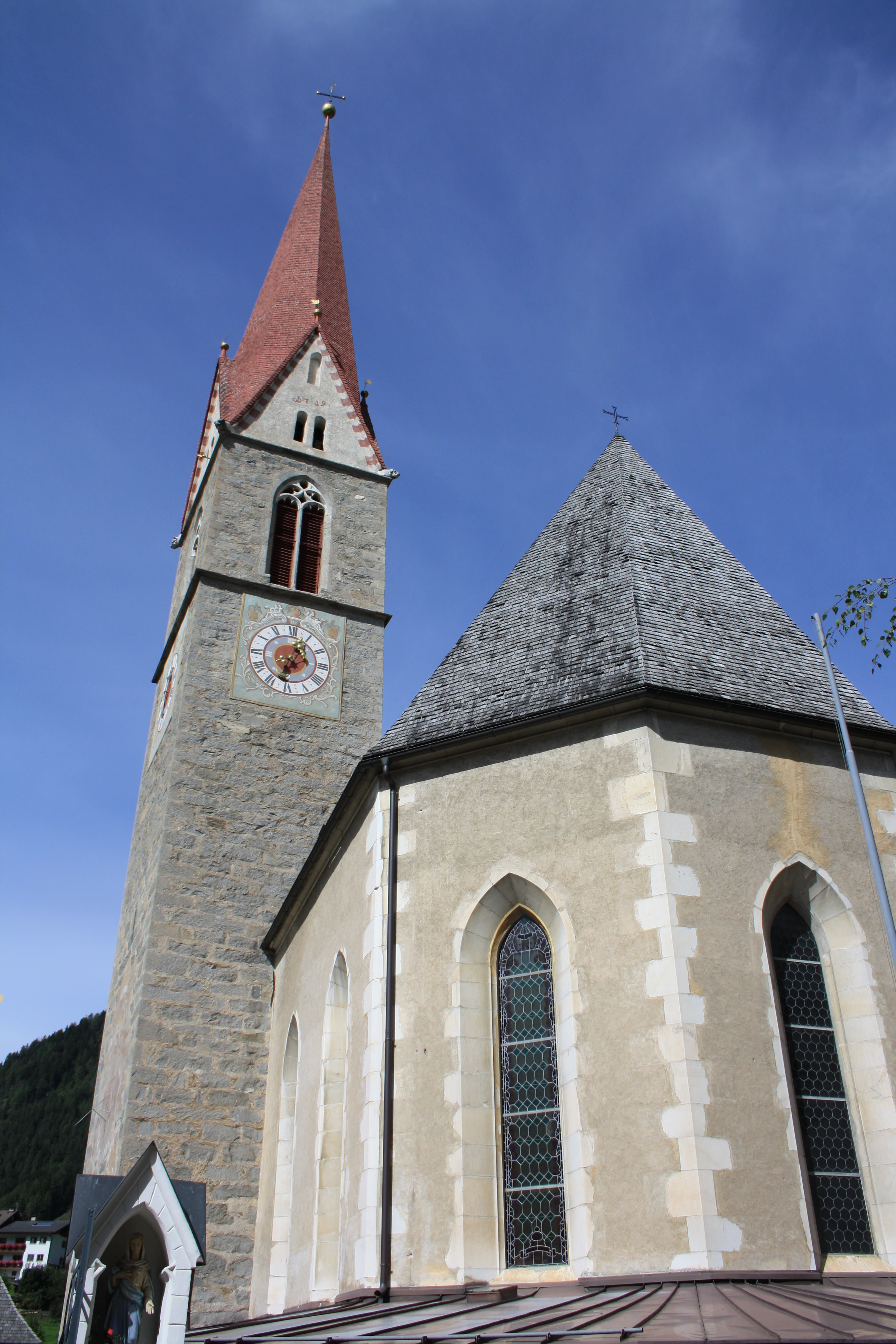
Die Pfarrkirche Maria Himmelfahrt in Trens

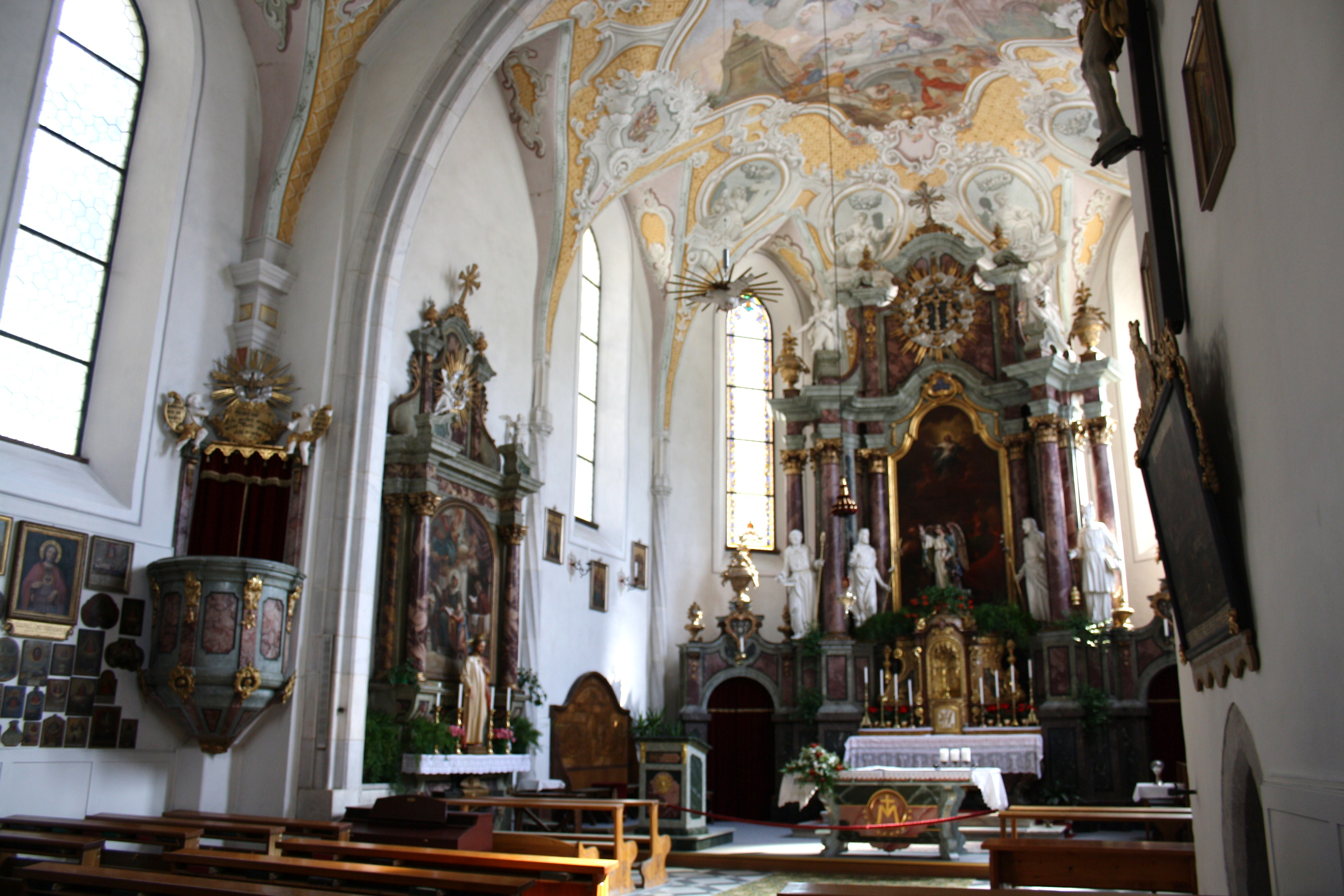
Blick ins Kircheninnere

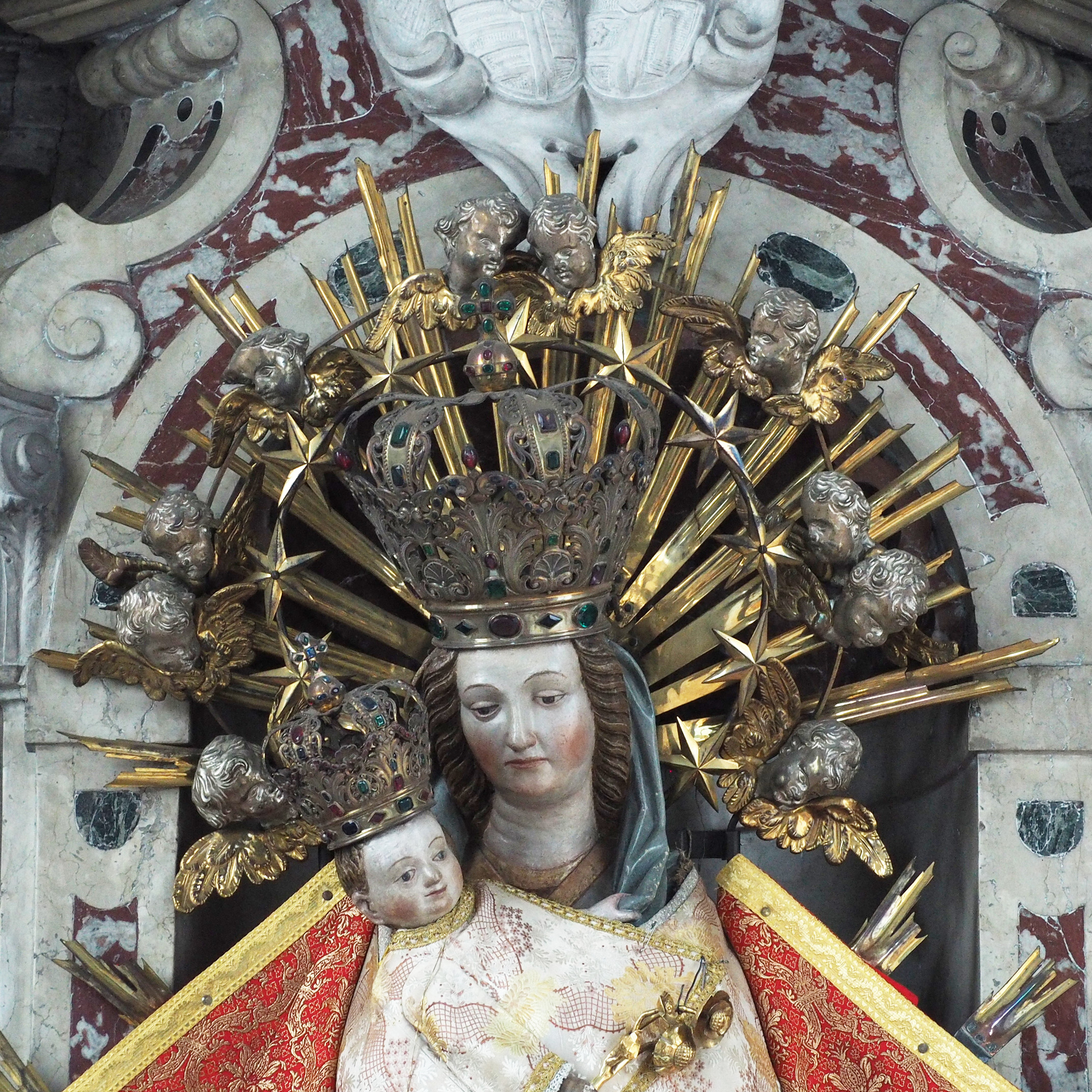
Das Gnadenbild in der Wallfahrtskirche Maria Trens: Maria hält das Jesuskind auf dem Arm

Maria Trens bzw. die Pfarrkirche Maria Himmelfahrt ist eine Wallfahrtskirche in der Gemeinde Freienfeld im Wipptal in Südtirol. Die Kirche liegt auf 995 m und ist einer der bedeutendsten Wallfahrtsorte Südtirols.

## Lage
Maria Trens liegt am Berghang östlich des Eisack in der Ortschaft Trens und bildet den nördlichen Abschluss des Ortskernes. Vom Bahnhof Freienfeld ist die Kirche etwa einen Kilometer entfernt. Ein Pilgerweg, beginnend in Sprechenstein, führt neben der Brennerstaatsstraße von Nordwesten her mit mehreren Stationen zur Kirche.

## Geschichte
Die Wallfahrt ist verbrieft seit 1345, reicht aber wohl weiter zurück. Die Legende berichtet, dass ein Bauer in einer Mure ein Marienbild gefunden habe. Er stellte es in seiner Bauernstube auf, doch am nächsten Tag fand man es in der Dorfkapelle. Dort fand es schließlich seinen Platz. Ob es sich um eine Statue oder ein Gemälde handelte, ist nicht gesichert.
Die Statue, die heute verehrt wird, wurde später geschnitzt, etwa um das Jahr 1460. Sie ist vollständig bemalt und stellt Maria dar, die ihr Kind Jesus auf dem Arm hält.
Die Gnadenkapelle, in der sich das Gnadenbild heute befindet, wurde um 1727 an die Kirche angebaut das Fresko schuf Innozenz Anton Warathy. Die Kirche wurde um 1754 entgotisiert und barockisiert.
1939 wurde die Kaplanei Trens aus der Pfarrei Stilfes herausgelöst und zur Pfarrei erhoben.